# Seidr
Seidr (nórdico antiguo: seiðr) un término para un tipo de magia que fue practicado por los nórdicos paganos. La expresión también puede ser utilizada para referirse a reconstrucciones del neopaganismo moderno o a emulaciones de dichas prácticas.

## Visión general
El seidr involucraba el encantamiento con hechizos, a diferencia del galðrar que era más práctico, era más chamánico y se enfatizaba en trances extáticos. Los practicantes de seidr eran predominantemente mujeres (völva, o seiðkona, lit. «mujer que ve»), aunque también había practicantes masculinos (seiðmaðr —sjåmadhr— lit. «hombre que ve»). En la edad vikinga el seidr tenía connotaciones de ergi («poco viril o afeminado») para los hombres, ya que sus aspectos manipuladores iban en contra del ideal de hombre franco, de conducta sincera. Freyja y quizás algunas de las otras diosas de la mitología nórdica eran practicantes de seidr, así como lo era Odín, un hecho que algunos creen que le avergonzaba, ya que Loki en Lokasenna lo acusó de practicante de seidr como una forma de insulto. Sin embargo, otros creen que por ser el más importante de todos los dioses, estaba por encima de esas leyes morales, así como los dioses en las religiones politeístas de otros pueblos indoeuropeos. Los anglosajones tenían palabras que al parecer eran cognados de seiðr: siden y sidsa, ambas utilizadas en contextos que sugieren que eran usadas por elfos (ælfe); estas al parecer tenían un significado similar a seiðr (Hall 2004, pp. 117-30). Entre las palabras en inglés antiguo para designar a los practicantes de magia estaban las palabras wicca (m.) o wicce (f.), etónimos de la palabra en inglés moderno witch (bruja) pero sin conexión alguna entre wiccan y siden o sidsa.

## Formas de seidr
Tal como describe Snorri Sturluson en su saga Ynglinga (sec. 7), el seidr incluía tanto adivinaciones como magia manipuladora. Al parecer el tipo de adivinación practicada por seidr era generalmente distinto, debido a su naturaleza más metafísica, que los augurios cotidianos realizados por las videntes.

## La práctica del seidr
En la saga de Erik el Rojo, la völva Þórbjörg lítilvölva en Groenlandia usaba un manto azul y llevaba en su cabeza una piel de cordero negro adornado con piel de gato blanco. También llevaba consigo una rueca simbólica (seiðstafr), que a veces era enterrada con ella; y se sentaba en una plataforma alta. En la saga de Örvar-Oddr, sin embargo, el manto era negro, si bien la völva llevaba consigo una rueca. Que tanto la elaborada descripción de la saga refleja la práctica precristiana o cuanto aportó el autor, cristiano, con su imaginación, es algo difícil de determinar.
El galdr y su contraparte en inglés antiguo, gealdor, han evolucionado en la palabra inglesa actual yell (gritar) (escandinavo moderno: gala), y hay numerosos kenningars que comparan el sonido de la batalla con los cánticos del seidr. Es muy probable que este sonido fuera muy agudo.

## Seidr en la mitología
La diosa Freyja es identificada en la saga Ynglinga como una adepta a los misterios de seidr, y se dice también que fue ella quien enseñó a Odín: Dóttir Njarðar var Freyja. Hon var blótgyðja. Hon kenndi fyrst með Ásum seið, sem Vönum var títt ("La hija de Njörðr era Freyja. Ella presidía sobre los sacrificios. Fue ella quien primero puso a los Æsir en conocimiento del seiðr, que era una costumbre entre los Vanir").
En el Lokasenna Loki acusa a Odín de practicar seidr, condenándolo como un arte impropio de un hombre. Una justificación para esto puede encontrarse en la saga Ynglinga donde Snorri opina que quien practicase el seidr era considerado como débil e impotente.
Un posible ejemplo de seidr en la mitología nórdica es la visión profética que le da a Odín en la Völuspá la völva, vala, o profetisa de la cual el poema lleva su nombre. Su visión no está conectada explícitamente con la práctica de seiðr, sin embargo la palabra se encuentra en el poema en relación con el personaje llamado Heiðr (que tradicionalmente es asociado con Freyja, pero también puede ser la völva: ver McKinnell 2001). Hay una fuerte similitud entre la völva en este relato y las nornas (las parcas de la mitología nórdica).
Otro notable practicante mitológico de seiðr era la bruja Groa, que intentó asistir a Thor, y que fue convocada desde su tumba en Svipdagsmál.

## Orígenes
El chamanismo es una tradición que se ha mantenido alrededor del mundo y que tiene probablemente raíces prehistóricas. Desde la publicación de Jakob Grimm sobre sociolingüística, Deutsches Wörterbuch (p. 638) en 1835, los eruditos han encontrado una relación bálto-finesa con el seid, relacionando su representación descrita en las sagas y en otros lugares con el noaidde, practicado por los chamanes lapones. Sin embargo el origen indoeuropeo también es posible (ver Hall 2004, 121-22). Cabe notar que la palabra seita (finés) o sieidde (sami), es utilizada para describir una figura de hombre formada por un árbol o una piedra grande de forma extraña y no está relacionada con la "magia" o la "brujería"; sin embargo es posible que estas palabras si deriven de seiðr (Parpola 2004).